# Reoviridae
Reoviridae é uma família de vírus ARN de vertebrados que podem afetar o sistema gastrointestinal (como os Rotavirus) e as vias respiratórias do hospedeiro. Atingem um ampla variedade de hospedeiros, incluindo vertebrados, invertebrados, plantas e fungos. O genoma é ARN de dupla hélice e portanto está incluída no Grupo III da Classificação de Baltimore. O nome "Reoviridae" deriva de "vírus respiratório entérico órfão", em que o termo "vírus órfão" alude à ausência de qualquer doença à qual poder o vírus pode estar associado. Embora recentemente foram identificadas diversas doenças causadas pelos vírus da família Reoviridae, o nome original é ainda utilizado.
Uma característica que distingue os vírus de RNA bicatenários, independentemente da família a que pertençam, é a sua capacidade para levar a cabo a transcrição dos segmentos de RNA bicatenários sob condições apropriadas dentro da cápside. Em todos estes vírus, as enzimas requeridas para a transcrição endógena são, portanto, parte da estrutura do virião.

## Géneros e espécies tipo
- Género Orthoreovirus; espécie tipo: Orthoreovírus dos mamíferos.
- Género Orbivirus; espécie tipo: Vírus da língua azul.
- Género Rotavirus; espécie tipo: Rotavirus A, uma causa comum de diarreia.
- Género Coltivirus; espécie tipo: Vírus da febre da carraça do Colorado (CTFV).
- Género Aquareovirus; espécie tipo: Aquareovirus A.
- Género Cypovirus; espécie tipo: Cypovirus 1 (CPV 1).
- Género Fijivirus; espécie tipo: Vírus da doença de Fiji.
- Género Phytoreovirus; espécie tipo: Vírus do nanismo do arroz.
- Género Oryzavirus; espécie tipo: Vírus do raquitismo andrajoso do arroz.
- Género Idnoreovirus; espécie tipo: Idnoreovirus 1.
- Género Mycoreovirus; espécie tipo: Mycoreovirus 1.